# Karl Ludwig August Heino von Münchhausen
Karl Ludwig August Heino Freiherr von Münchhausen (* 17. Februar 1759 in Hessisch Oldendorf; † 16. Dezember 1836 in Lauenau) war ein hessischer Offizier und Schriftsteller. Er war ein Freund Johann Gottfried Seumes. 

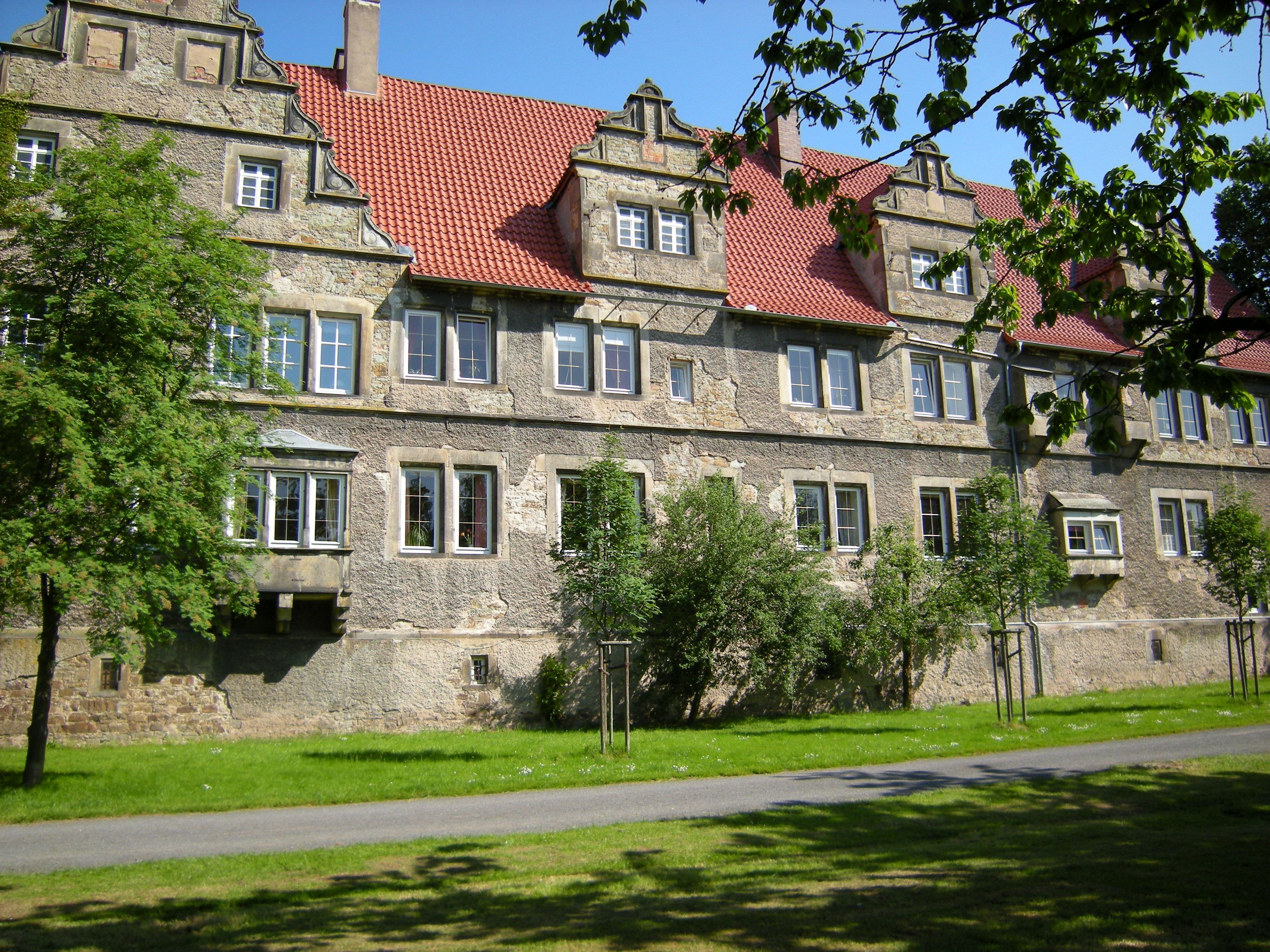
Münchhausenhof in Hessisch-Oldendorf

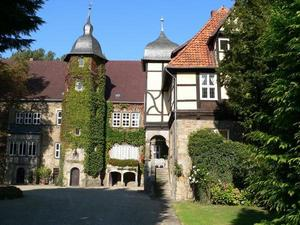
Schloss Schwedesdorf in Lauenau

## Leben und Karriere
1759 im Weserrenaissance-Schloss in Hessisch Oldendorf als Spross der „weißen Linie“ des Adelsgeschlechts Münchhausen geboren, trat er 1780 in hessische Militärdienste und wurde auf seinen Wunsch hin als Offizier des Landgrafen von Hessen-Kassel zusammen mit an England verkauften Truppen für den Kampf im Amerikanischen Unabhängigkeitskrieg nach Nordamerika geschickt. Es handelte sich um den letzten hessischen Rekrutentransport nach Amerika; bereits zu Beginn der Reise auf der Weser musste eine Meuterei niedergeschlagen werden, wovon Münchhausen einen lahmen Finger davontrug. 
In Halifax traf er in seiner Compagnie auf den Sergeanten Johann Gottfried Seume. Beide verband fortan eine enge Freundschaft, von der Seume auch in seiner Autobiographie Mein Leben berichtet. Nach der Rückkehr nach Europa 1782 verloren beide den Kontakt. Erst 1792 fanden sie sich wieder und unterhielten ab jetzt einen intensiven Briefaustausch. Gemeinsam veröffentlichten Seume und v. Münchhausen 1797 in Frankfurt ihre Rückerinnerungen. Seume widmete Münchhausen das Gedicht Abschiedsgruß meinem Freunde Münchhausen. 1802 kam es zum einzigen Wiedersehen der beiden Freunde, als Seume den in Schmalkalden weilenden Freund auf dem Rückweg seines bekannten Spaziergangs nach Syrakus besuchte.
1809 wurde K.L.A.H. von Münchhausen wegen der Teilnahme am Dörnberg’schen Aufstand (Wilhelm von Dörnberg) von den Franzosen verhaftet, aber dank kluger und redegewandter Verteidigung wieder freigesprochen.
Karl Ludwig von Münchhausen korrespondierte mit diversen Schriftstellern und Gelehrten seiner Zeit, unter ihnen Friedrich David Gräter. 1791 wurde in Kassel Münchhausens Drama Sympathie der Seelen uraufgeführt, 1798 erschien in Marburg die Romanze Der neue Schiffer und 1801 in Neustrelitz der Bardenalmanach der Deutschen. Auch am Göttinger Musenalmanach arbeitete v. Münchhausen mit.
Seit 1813 lebte Karl Ludwig –  durch Erbschaften wohlhabend geworden – auf seinen Schlössern im Schaumburgischen; 1804 hatte er aus dem Nachlass eines Vetters das Gut in Lauenau erworben, 1827 von einem anderen Vetter Hessisch Oldendorf. Er starb 1836 auf Schloss Schwedesdorf in Lauenau. In der Münchhausenschen Familiengruft an der Nordseite der Stadtkirche St. Marien in seiner Geburtsstadt Hessisch Oldendorf fand er seine letzte Ruhestätte an der Seite seiner Ehefrau Marianne Schenck zu Schweinsberg (* 1779, Heirat 1802, † 1828), mit der er vier Kinder hatte.

## Rezeption
Das Andenken an Karl von Münchhausen wurde lediglich unter regionalgeschichtlichen Gesichtspunkten im Schaumburger Land und in Hessen aufrechterhalten. Als Freund Seumes behielt er eine Randbedeutung. Erst mit dem Neudruck der „Rückerinnerungen“ von 1797 im Jahr 2010 liegen Werke von ihm wieder gedruckt vor.